# Vergatterung
Die Vergatterung ist beim Militär eine zeitweise Unterstellung eines oder mehrerer Soldaten während des Wachdienstes unter einen Wachvorgesetzten. Im zivilen Leben wird der Begriff auch umgangssprachlich für Verpflichtungen verwendet.

## Wortherkunft
Das Wort stammt aus dem mittelhochdeutschen vergatern für „versammeln“ und ist sprachlich verwandt mit Gatte, Gatter und Gitter.

## Militär
Ein Soldat, der Wachdienst leistet, wird einem Wachvorgesetzten unterstellt.
Bei der Bundeswehr erhalten der Wachhabende und der stellvertretende Wachhabende ihre Befugnisse als Vorgesetzte für den besonderen Aufgabenbereich „Übernahme des Wachdienstes“. Die erforderlichen Dienstgrade für das Wachpersonal (Offizier vom Wachdienst, Wachhabender, Wachmannschaften) sind in der „Besonderen Wachanweisung“ des Standortes definiert.
Technisch betrachtet überzeugt sich der Wachvorgesetzte bei der Vergatterung von der vollzähligen Anwesenheit und Dienstfähigkeit der ihm unterstellten Soldaten. Diese wiederum werden über das Inkrafttreten der wachspezifischen Vorschriften informiert. Mit der abschließenden Aussprache des Befehls „Vergatterung“ durch den Wachvorgesetzten wird die vorübergehende Unterstellung vollzogen.
Jeder Wachsoldat ist danach während des Dienstes „Vorgesetzter mit besonderem Aufgabenbereich“ und nach § 3 Vorgesetztenverordnung (VorgV) weisungsbefugt gegenüber allen anderen Soldaten und Zivilisten in seinem Aufgabenbereich.
Außerdem sind Wachsoldaten nach erfolgter Vergatterung aus dem allgemeinen Kasernenbetrieb herausgelöst, das bedeutet, dass sie nur noch direkten Befehlen ihrer direkten Wachvorgesetzten zu folgen haben. Beispiel: Den (fiktiven) Befehl des eigenen Kompaniechefs „im Kompaniegebäude das Formular XYZ zu holen, und es im  SAN-Bereich abzugeben“ auszuführen, würde für einen Wachsoldaten ein sogenanntes Wachvergehen bedeuten. Auch die Anweisung „Soldat, ihr OvWA (Offz. vom Wachdienst) lässt ihnen ausrichten, sie sollen sich sofort bei Stelle XYZ melden“ darf nicht ausgeführt werden, wenn sie nicht von einem direkten Wachvorgesetzten erteilt wird.